# 12355 Coelho
12355 Coelho eller 1993 QU3 är en asteroid i huvudbältet som upptäcktes den 18 augusti 1993 av den belgiske astronomen Eric W. Elst vid La Silla-observatoriet. Den är uppkallad efter författaren Paulo Coelho.
Asteroiden har en diameter på ungefär 6 kilometer och den tillhör asteroidgruppen Koronis.